# Helmut von Arz
Helmut von Arz (Nagyszeben, 1930. április 12. –) erdélyi szász festő.
A nagyszebeni gimnázium elvégézése mellett Hans Hermannál tanult festészetet. 1949-55 között a kolozsvári Művészeti Intézetben tanult. 1965-ig a nagyszebeni népfőiskolán tanított, majd Németországba emigrált. Az esseni egyetem művészeti tagozatának dékánja volt.

## Könyvillusztrációk
- Josef Haltrich: Sächsische Volksmärchen aus Siebenbürgen, Bukarest, 1953
- Jessika Drimer-Sperber: Märchenschau, Bukarest, 1957
- Otto Fritz Jickeli: Am Roten Meer : Ein siebenbürgischer Kaufmannslehrling forscht in Afrika , Bukarest, 1958
- Lotte Berg: Prinz Zeisig und andere Märchen, Bukarest, 1964
- Sipos Bella: Brumbrums Abenteuer, Bukarest, 1964

## Fordítás
- Ez a szócikk részben vagy egészben  a   Helmut Arz című román Wikipédia-szócikk ezen változatának fordításán alapul.  Az eredeti cikk szerkesztőit annak laptörténete sorolja fel. Ez a jelzés csupán a megfogalmazás eredetét és a szerzői jogokat jelzi, nem szolgál a cikkben szereplő információk forrásmegjelöléseként.